# Гамбаров, Вугар
Вугар Гамбаров (азерб. Vüqar Qəmbərov; 2 октября 1969) — советский и азербайджанский футболист, нападающий и полузащитник.

## Биография
Начал выступать в соревнованиях мастеров в 22-летнем возрасте в составе клуба «Азери» (Баку) в последнем сезоне первенства СССР во второй низшей лиге. После распада СССР провёл ещё один сезон за «Азери» в высшей лиге Азербайджана.
В 1993 году перешёл в клуб «Ниджат», представлявший бакинский пригород Маштага и позднее переименованный в «Бакы Фэхлэси», в это клубе за 4 сезона сыграл почти 100 матчей. В сезоне 1994/95 занял третье место в споре бомбардиров чемпионата (15 голов), в сезоне 1995/96 стал лучшим бомбардиром своего клуба с 10 голами. В 1997 году перешёл в «Бакылы», где провёл два сезона и в сезоне 1997/98 стал лучшим бомбардиром клуба (10 голов). В сезоне 1999/00 играл за клубы «Шафа» (Баку) и «Туран» (Товуз), после чего несколько лет не выступал в соревнованиях высокого уровня. В сезоне 2004/05 провёл два матча в высшем дивизионе за клуб «Карат» (Баку), после чего завершил карьеру.
Всего в высшей лиге Азербайджана забил 50 голов.